# Копас, Балинт
Балинт Копас (венг. Bálint Kopasz; 20 июня 1997, Сегед) — венгерский гребец-байдарочник, выступает за сборную Венгрии по гребле на байдарках и каноэ начиная с 2015 года. Чемпион Олимпийских игр 2020 в Токио. Чемпион мира и Европейских игр 2019 года, бронзовый призёр чемпионата Европы, победитель многих регат национального и международного значения.

## Биография
Балинт Копас родился 20 июня 1997 года в Сегеде. Активно заниматься греблей начал с раннего детства, поскольку его отец и мать так же были гребцами. Проходил подготовку в спортивном клубе Algyői Sportkör под руководством тренера Ирен Деметр, в возрасте пятнадцати лет уже стал чемпионом Венгрии в юношеской возрастной группе.
Впервые заявил о себе в 2014 году, выиграв бронзовую медаль в одиночках на тысяче метрах в программе юниорского европейского первенства. Год спустя на молодёжном чемпионате мира в португальском городе Монтемор-у-Велью на километровой дистанции одержал победу среди одиночек и стал бронзовым призёром среди четвёрок. По итогам сезона был признан лучшим молодым гребцом Венгрии.
Первого серьёзного успеха на взрослом международном уровне добился в сезоне 2016 года, когда вошёл в основной состав венгерской национальной сборной и побывал на чемпионате Европы в Москве, откуда привёз награду бронзового достоинства, выигранную в зачёте одиночных байдарок на дистанции 1000 метров — в финале на финише его обошли только португалец Фернанду Пимента и датчанин Рене Хольтен Поульсен.
Благодаря череде удачных выступлений Копас удостоился права защищать честь страны на летних Олимпийских играх в Рио-де-Жанейро. В программе байдарок-одиночек на тысяче метрах благополучно квалифицировался на предварительном этапе, однако на стадии полуфиналов пришёл к финишу лишь пятым и попал тем самым в утешительный финал «Б», где впоследствии занял второе место позади канадца Адама ван Кувердена. Таким образом, в итоговом протоколе соревнований Балинт Копас расположился на десятой строке.